# منطقه شهر کاولون
منطقه شهر کاولون (به لاتین: Kowloon City District) یکی از مناطق هجده‌گانه هنگ کنگ در چین است. منطقه شهر کاولون ۹٫۹۷ کیلومتر مربع مساحت و ۴۱۸٬۷۳۲ نفر جمعیت دارد.